# Medina longipes
Medina longipes là một loài ruồi trong họ Tachinidae.